# Титоренко (станция)
Титоре́нко — железнодорожная станция Приволжской железной дороги на линии Анисовка — Урбах. Станция обслуживается Анисовской дистанцией пути.
Ближайшие станции: направление на Анисовку — Безымянная, направление на Ершов — Золотая степь. В 2 км от станции находится село Широкополье.

## История
Сооружена (первоначально как разъезд) в 1894 году в результате строительства железной дороги линии Покровская Слобода — Уральск, Рязано-Уральской железной дороги.
Открытие движения последовало: с узкоколейной шириной колеи (колея 0,469 сажни или 1000 мм.) Покровско-Уральской линии (протяженностью около 396 верст) 25 октября (7 ноября) 1894 года.
Разъезд получил название от находящегося поблизости хутора Титаренко. В 1926 году на разъезде насчитывалось 12 домохозяйств, 38 человек жителей.
В 1998 году на станции сократили дежурных по станции. В июле 2008 года прекратила работу касса по выдаче билетов и с этого момента станция Титоренко функционально стала — остановочным пунктом.